# Nemaspela femorecurvata
Espèce
Nemaspela femorecurvata est une espèce d'opilions dyspnois de la famille des Nemastomatidae.

## Distribution
Cette espèce est endémique de Ratcha-Letchkhoumie et Basse Svanétie en Géorgie. Elle se rencontre dans les monts Ratscha à Ambrolauri dans la grotte Sakishore.

## Description
Le mâle holotype mesure 1,5 mm.

## Systématique et taxinomie
Cette espèce a été décrite par Martens en 2006.

## Publication originale
- Martens, 2006 : « Weberknechte aus dem Kaukasus (Arachnida, Opiliones, Nemastomatidae). » Senckenbergiana Biologica, vol. 86, p. 145–210.